# Dakowy Suche
Dakowy Suche (pol. hist. Dokowo Suche) – wieś w Polsce położona w województwie wielkopolskim, w powiecie poznańskim, w gminie Buk.

## Położenie
Dakowy Suche leżą przy lokalnych drogach w równinnej, bezleśnej okolicy.

## Historia
Miejscowość pierwotnie była związana z Wielkopolską. Istnieje co najmniej od drugiej połowy XIV wieku i ma średniowieczną metrykę. Kiedyś nazywała się inaczej - "Dokowo Suche". Po raz pierwszy odnotowana została w łacińskim dokumencie z 1388 jako "Docowo", 1409 "Suche Docowo", 1445 "Dakowo", 1563 "Dokowo Schuche".
Miejscowość była początkowo własnością szlachecką należącą do lokalnej szlachty z rodu Dokowskich, którzy od nazwy wsi przyjęli odmiejscowe nazwisko. W 1478 leżała w powiecie poznańskim województwa poznańskiego w Koronie Królestwa Polskiego. W 1510 należała do parafii Dokowo Mokre.
Pierwszy historyczny zapis związany ze wsią pochodzi z zapisów sądowych. W 1388 Budka z Uścięcic odpierał roszczenia Wojciecha z Klonowca i Henryka Falkenhana o 30 grzywien. Proces wygrał. Sąd orzekł, że pozywający go o tę sumę nigdy już nie mieli go pozywać z Dokowa Suchego oraz z Uścięcic. W latach 1389-1425 właścicielem we wsi był Jan z Dokowa Dokowski, brat Floriana, Gerwarta, Grzymka i Wilka z Dokowa Suchego. W 1398 Piotrek z Piotrkowic koło Czempinia pozwał Mikołaja z Baranowa koło Mosiny o część Borowa, którą ten miał w zastawie od braci Wilka, Floriana, Jana i Grzymka dziedziców Dokowa Suchego, zaś Wilk okazał dokument, że spokojnie posiadał Borowo przez 21 lat. W 1404 wspomniany został Jan Dokowski jeden z zastawników Strzępina. W 1410 Jan Dokowski jako dziedzic wsi Sarb zastawił ją swym braciom Florianowi, Grzymkowi, Wilczkowi i Gerwartowi dziedzicom z Dokowa Suchego za 701 grzywien i 42 grosze.
W latach 1505-1511 dziedzicem we wsi był Mikołaj Dokowski. W 1505 sprzedał swej córce Annie Dokowskiej dwa łany osiadłe i jeden łan opuszczony w Dokowie Suchym za 24 grzywny z zastrzeżeniem prawa wykupu. Zapisał też żonie Małgorzacie Grabowieckiej po 20 grzywien posagu i wiana na czwartej części dziedzictwa w Dakowach Suchych. W 1511 Mikołaj poręczył Janowi kustoszowi poznańskiemu i Piotrowi synowi zmarłego Mikołaja Opalińskiego, że będzie bronić od roszczeń innych osób połowę wsi Dakowy Suche, którą im dał w zamian za dwa łany opuszczone we wsi Zimna Woda oraz za 80 grzywien.
Miejscowość odnotowały również historyczne rejestry podatkowe. W 1494 w wykazie zaległości podatkowych wspomniani zostali obaj panowie Mikołaj i Jan Dokowscy (łac. „pro fertonibus et censu”). W 1510 wieś należała do dwóch panów: Jana Dokowskiego, który miał folwark, 8 łanów osiadłych, jeden łanów opuszczony, które sam uprawiał, dwa wiatraki, dwie karczmy, które miały wyszynk, karczmę opuszczoną oraz 5 zagrodników. Drugim właścicielem był Mikołaj Dokowski, który miał folwark, dwa łany osiadłe, 4 łany opuszczone, które uprawiali dla niego miejscowi kmiecie, 3 zagrodników. Panna Anna, córka Mikołaja Dokowskiego posiadała jeden łan osiadły oraz łan opust., który dla niej uprawia kmieć; w innym miejscu księgi: w S. D. 13 ł. os., niektóre łany opustoszały uprawiany przez kmieci, lecz za niską sumę (łac. "sed parwo precio"), ponieważ płacili tylko po 8 groszy czynszu z łana. W 1530 miał miejsce pobór z 4 łanów oraz 3 grosze od karczmy. W 1535 odnotowano jeden łan opuszczony. W 1563 miał miejsce pobór z 18 i 1/4 łana, od karczmy dorocznej, 3 komorników, wiatraka dorocznego, trzech rzemieślników. W 1581 pobrano z części Wawrzyńca Dokowskiego: 8 łanów, 4 zagrodników, jednego rzemieślnika, dwóch karczmarzy na 1/4 łana, a z częśc Piotra Opalińskiego od 9 łanów, 4 zagrodników.
Wskutek II rozbioru Polski w 1793, miejscowość przeszła pod władanie Prus i jak cała Wielkopolska znalazła się w zaborze pruskim. W okresie Wielkiego Księstwa Poznańskiego (1815-1848) Dakowy Suche należały do wsi większych w ówczesnym powiecie bukowskim, który dzielił się na cztery okręgi (bukowski, grodziski, lutomyślski oraz lwowkowski). Dakowy Suche należały do okręgu bukowskiego i stanowiły część majątku Wojnowice, którego właścicielem był wówczas Edmund Raczyński. Według spisu urzędowego z 1837 roku wieś liczyła 322 mieszkańców i 34 dymów (domostw).
Pod koniec XIX wieku Dakowy Suche liczyły 47 domostw i 354 mieszkańców. Z wyjątkiem dwóch osób wszyscy byli katolikami. W latach 1975–1998 miejscowość administracyjnie należała do województwa poznańskiego. W 2013 w Dakowach Suchych mieszkało 431 osób.
Od 23 maja 2006 na terenie miejscowości działa uczniowski klub sportowy SKRA Dakowy Suche, który ma na celu szkolenie oraz promowanie najmłodszych piłkarzy.